# ジョージ・ゴードン・バイロン
第6代バイロン男爵ジョージ・ゴードン・バイロン（George Gordon Byron, 6th Baron Byron, 1788年1月22日 - 1824年4月19日）は、イングランドの詩人、貴族。バイロン卿として知られ、単に「バイロン卿」（Lord Byron）というとこの第6代男爵を指すことがほとんどである。
ゲーテが「今世紀最大の天才」と賞賛した19世紀ロマン派の詩人。ケンブリッジ大では悪友と交わって遊び暮らしたが、外遊後、長編物語詩『チャイルド・ハロルドの遍歴』を発表して有名になった。
情熱家で、ギリシア独立戦争ではギリシア独立軍側で参加したが、熱病にかかり死亡した。

## 生涯と作風
ジョン・バイロン大尉（第5代バイロン男爵ウィリアム・バイロンの甥）と2番目の妻キャサリン・ゴードンの間にロンドンに生まれ、2歳の時にスコットランドのアバディーンに移った。1798年に従祖父の第5代バイロン男爵が亡くなり、他に相続人がいなかったため、10歳にして第6代バイロン男爵となり、従祖父が遺した土地と館ニューステッド・アビーを相続するため、ノッティンガムへ移った。翌年ロンドンに出て1801年から1805年をハーロー校で過ごし、1805年にケンブリッジ大学に入学したが、学業を顧みず放埒な日々を過ごした。
詩集『懶惰の日々』（1807年）を出版したが、翌年エディンバラ・レビューに非難され、諷刺詩『イギリス詩人とスコットランド批評家』（1809年）を出版して鬱憤を晴らした。1808年にケンブリッジを去り、1809年から1811年までポルトガル、スペイン、ギリシャなどを旅し（ナポレオン戦争の影響でこのグランドツアーの際には地中海地方を旅した。）、帰国後ロンドンに住み、1812年上院で紡績工のラッダイト運動を弾圧することに抗議する演説をおこなって名を挙げた。この年旅行の成果である『チャイルド・ハロルドの巡礼』1・2巻（1812年）を出版、生の倦怠と憧憬を盛った詩風と異国情緒が時代の好尚に投じ、大評判になった。
その間社交界の寵児として恋に憂き身をやつしたが、1815年にアナベラ・ミルバンクと結婚した。このときにもうけた子が世界最初のプログラマーとされているエイダ・ラブレスである。だが翌年に別居し、その乱れた生活が指弾を受けたため、イギリスを去りスイスのジュネーヴでシェリーに会い、ともにスイス各地を巡遊し、ヴェネツィア、ラヴェンナ、ピサ、ジェノヴァで退廃した生活を続ける。特にグィッチョーリ伯爵夫人との関係が有名である。多くの作品の中で、冷笑と機知に満ちた『ドン・ジュアン』（1819年 - 1824年）がこの期の代表作である。この作品の「事実は小説よりも奇なり」（Truth/Fact is stranger than fiction.）は現代でも使われるほど有名である。
1823年ギリシャ暫定政府代表の訪問を受けた彼は2年前から始まったギリシャ独立戦争へ身を投じることを決意、1824年1月にメソロンギに上陸し、コリンティアコス湾の要衝、レパントの要塞を攻撃する計画を立てたが、熱病により同地で死亡した。
彼の死後145年が経過した1969年5月8日、詩協会（The Poetry Society）からウェストミンスター寺院に彼を記念した石碑が贈呈された。
いわゆるバイロニズムは、当時の偽善と偏見を嘲罵し、イギリス・ロマン主義を代表する作風であり、ロシアをふくむヨーロッパ諸国の文学に影響を与えた。日本でも明治以来もっともよく知られたイギリス詩人の一人である。

## 人物

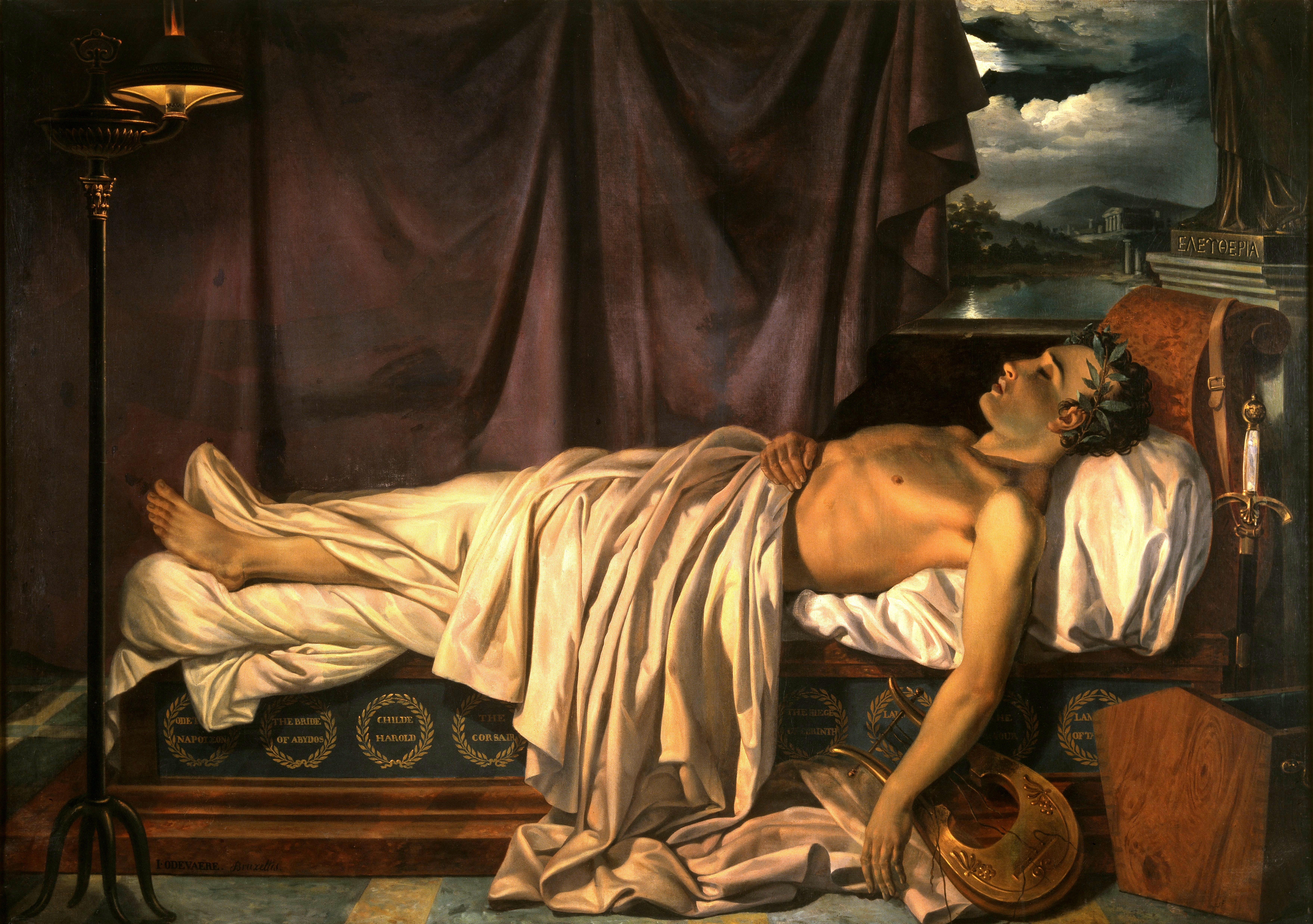
バイロンの死

1810年5月3日にダーダネルス海峡をヨーロッパからアジアへ泳いで渡った。
政治的にはホイッグ党支持者でありトーリー党の外交政策を批判した。
数多くの女性との恋愛を重ねた。ジェーン・エリザベス・スコットと1812年まで関係を続け、同年キャロライン・ラム（のちのイギリス宰相メルバーン子爵ウィリアム・ラムの妻）とつきあったがすぐに2人は破局した。その後もキャロラインは彼につきまとい続け、彼への思いから身をやつしやせ細った。これに対してバイロンは骸骨のようだと述べている。また異母姉のオーガスタ・リーと関係を結び、彼女はエリザベス・メドラ・リーを産んだ。その後1815年1月2日、レディ・キャロラインの従姉妹のアナベラ・ミルバンクとダラムで結婚した。同年12月10日、2人の間にはエイダ・ラブレスが産まれたが、翌1816年1月16日、アナベラは娘を連れて彼の元を去り、4月21日バイロンは離婚証書にサインをしている。その後ヴェネツィアに滞在した際には既婚のマリアンナ・セガティ、22歳のマルガリータ・コーニと関係を持った。コーニは読み書きが出来なかったが夫の家を離れ、バイロンと同居した。2人はしばしば争いバイロンは自身のゴンドラで夜を過ごすことが多かった。その後彼がコーニに家を出て行くよう言い放ち、彼女は運河に身を投げた。1818年から1820年にラヴェンナに滞在した際にはグィッチョーリ伯爵夫人テレサと関係を持った。
そんなバイロンが僅か36年の生涯に、詩人として数多くの詩集や詩劇をものすることができたのは人並み外れた速筆の故である。彼が詩集『ララ』を書いたのは、舞踏会から帰宅して衣服を脱ぎ換える間のことであり、詩劇『海賊』は4日間で、『アバドスの花嫁』は10日間で書いている。
また動物好きであり特に愛猫家であったため、愛猫5匹に加えて、馬や犬、猿、鳥を飼っていたという。

## 主著
- 異端者 The Giaour 1813年

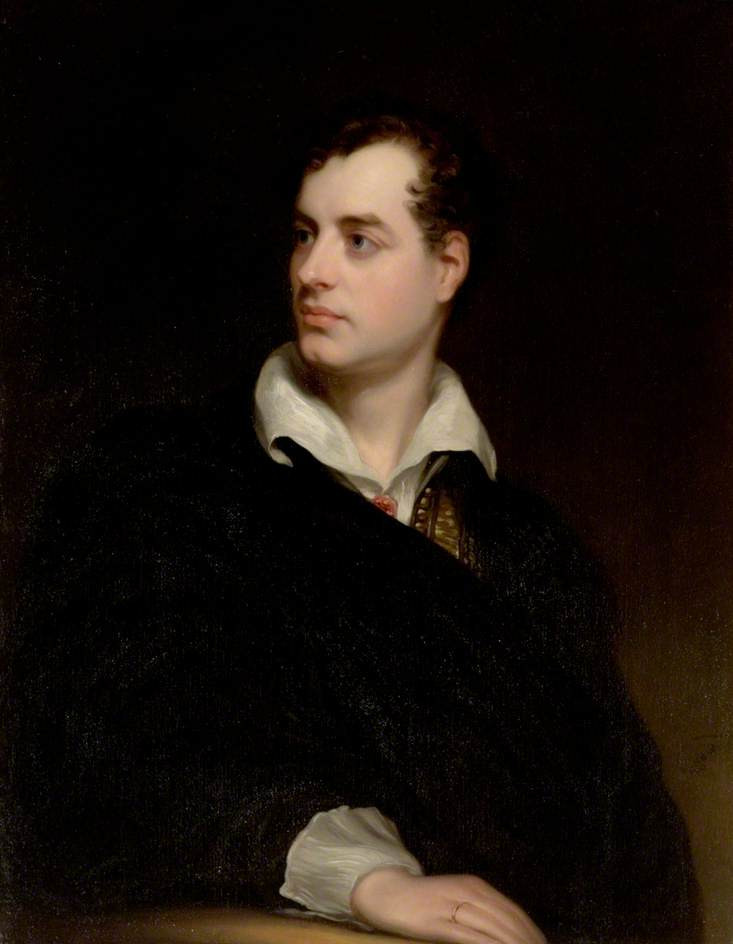
肖像画(1824年)

- アバイドスの花嫁 The Bride of Abydos 1813年
- 海賊 The Corsair 1814年
- ララ Lara 1814年
- ヘブライの旋律 Hebrew Melodies 1815年
- パリジナ Parisina 1816年
- コリントの包囲 The Siege of Corinth 1816年
- 夢 The Dream 1816年
- チャイルド・ハロルドの巡礼3・4 1816年、18年
- シヨンの囚人 The Prisoner of Chillon 1816年
- マンフレッド Manfred 1817年
- タッソーの嘆き The Lament of Tasso 1817年
- ベッポ Beppo 1818年
- マゼッパ Mazeppa 1819年

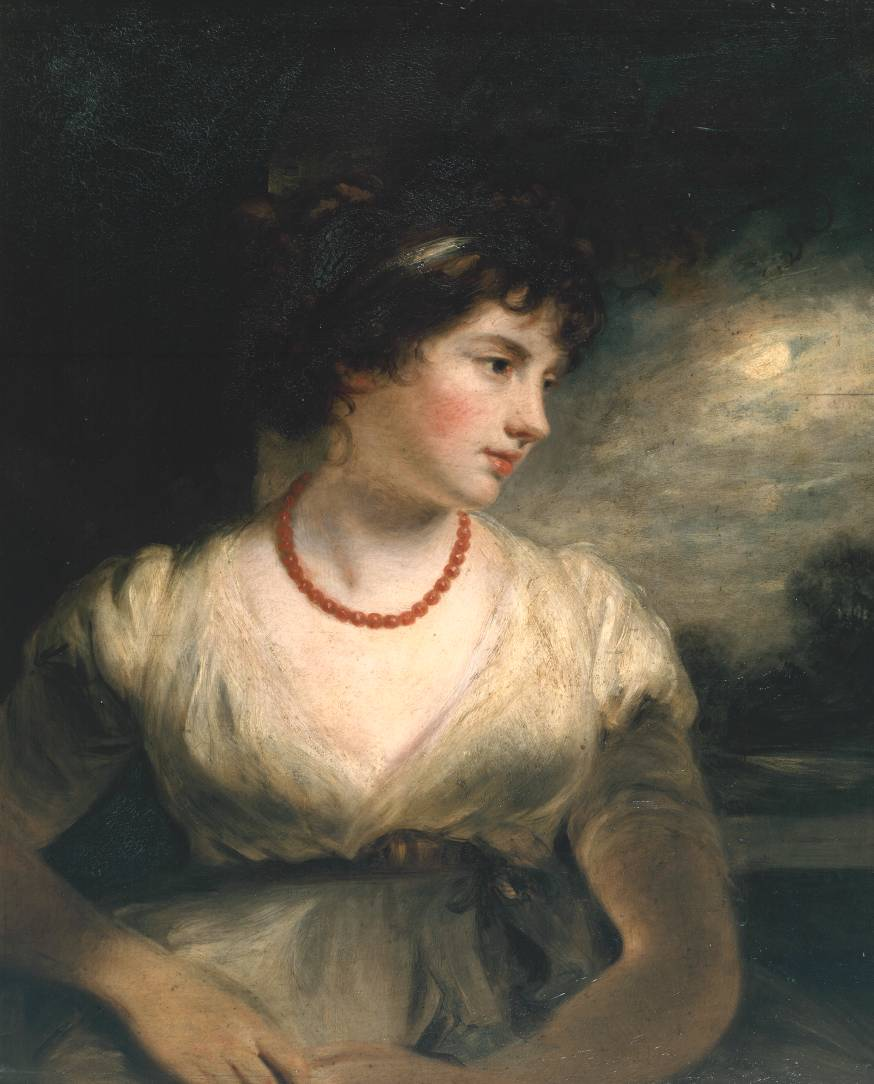
ジェーン・エリザベス・スコット
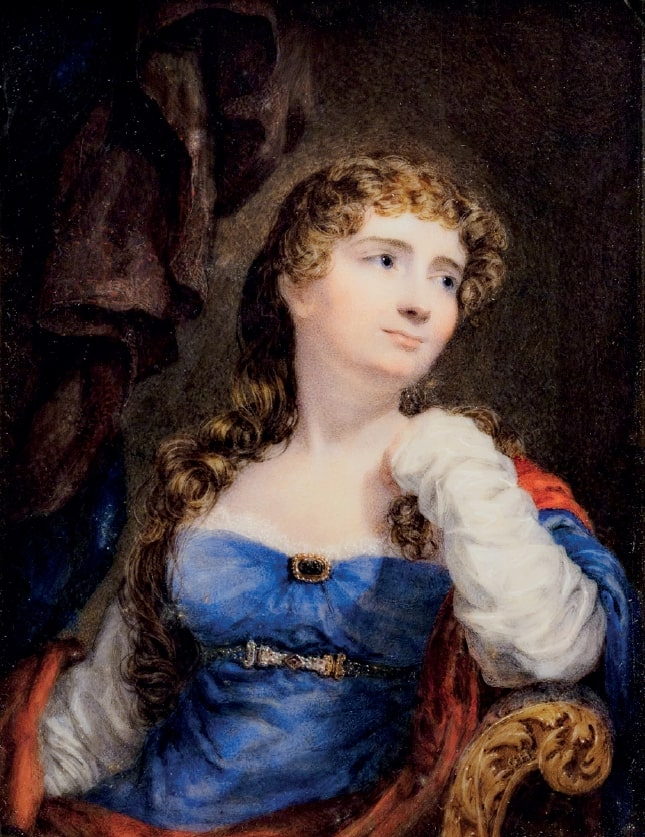
アナベラ・ミルバンク
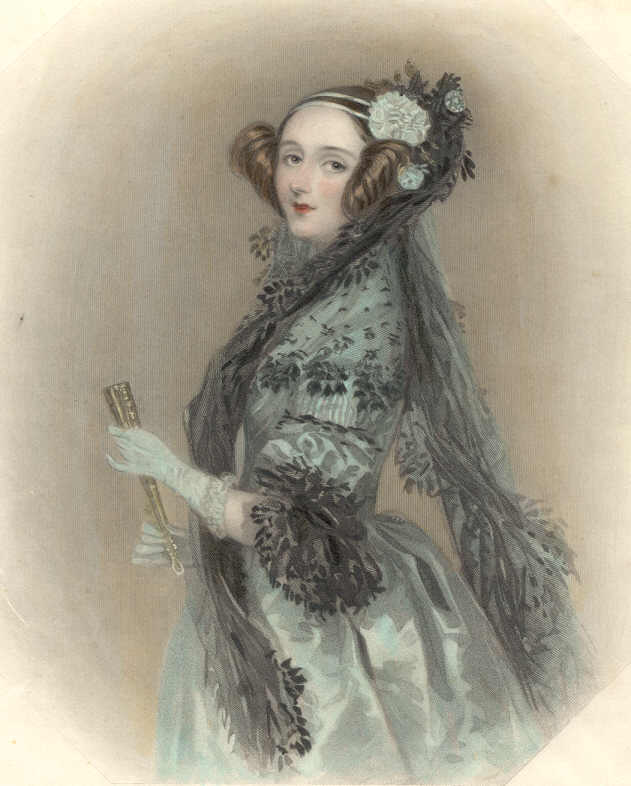
エイダ・ラブレス
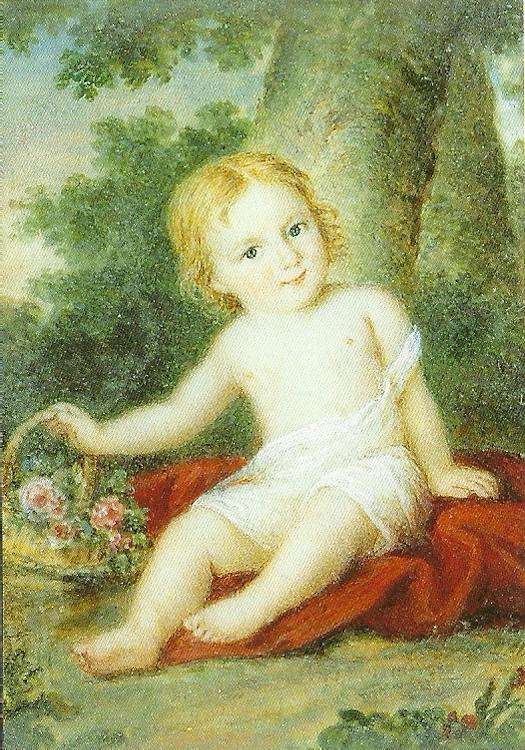
アレグラ・バイロン
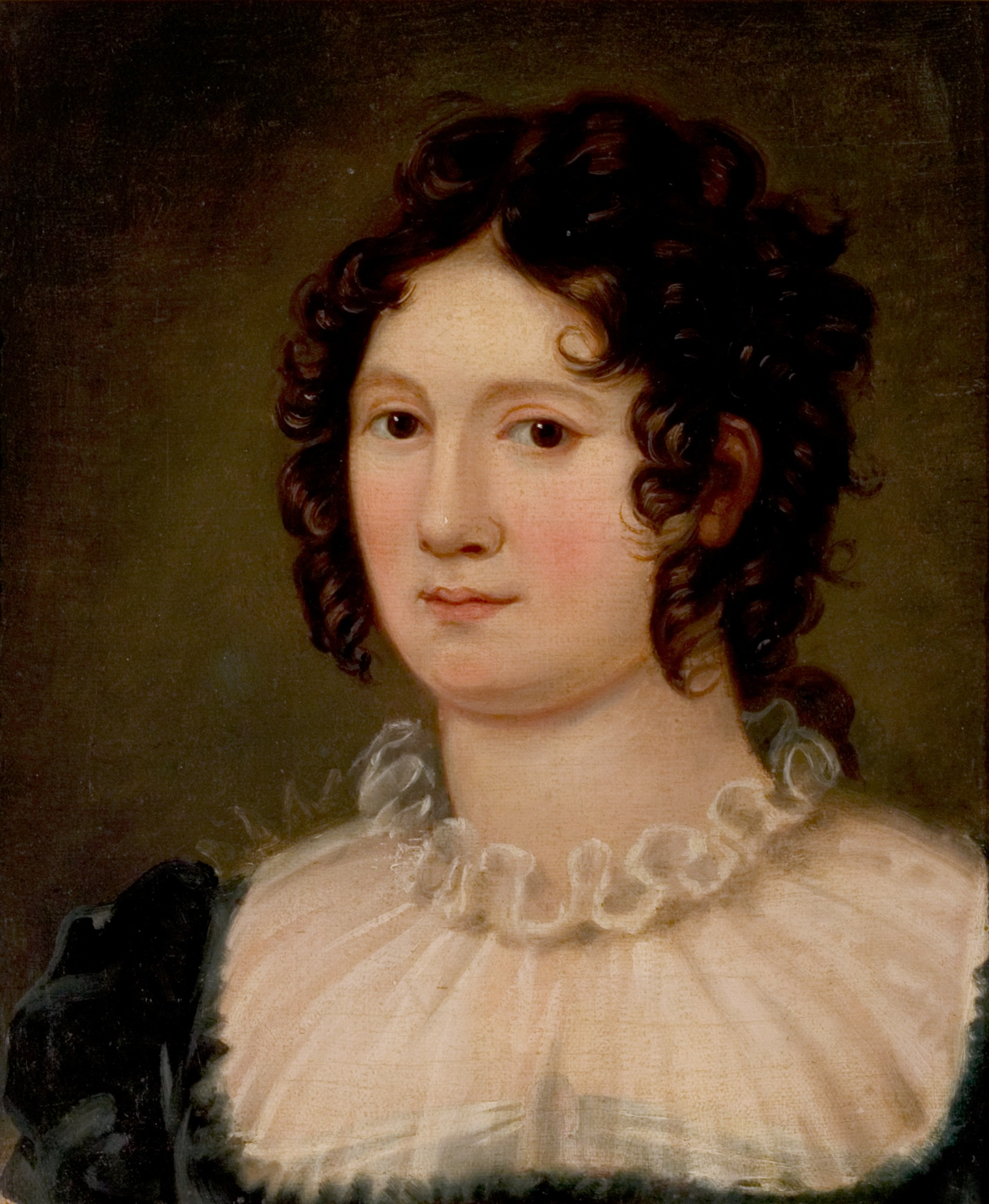
クレア・クレモント
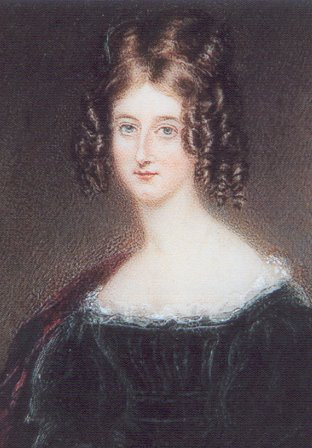
マリーノ・ファリエロ Marino Faliero 1821年
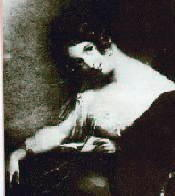
エリザベス・メドラ・リー
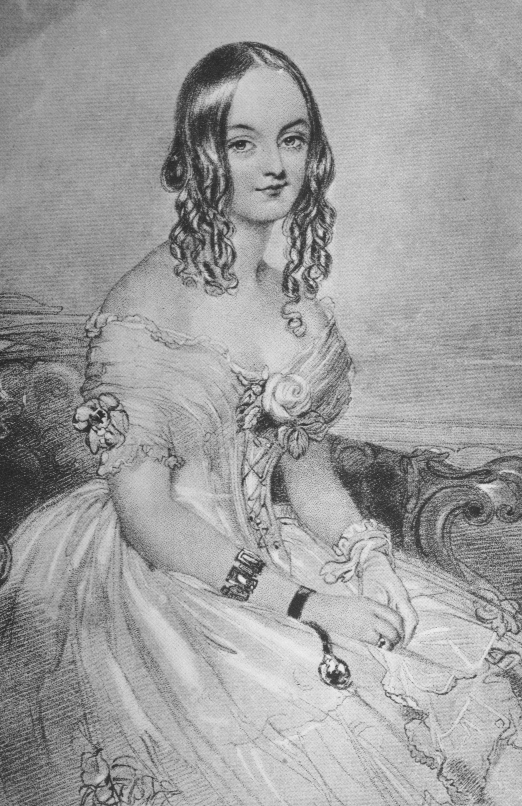
ダンテの予言 The Prophecy of Dante 1821年
- サルダナパラス Sardanapalus 1821年
- 二人のフォスカリ The two Foscari 1821年
- カイン Cain 1821年
- 天と地 Heaven and Earth 1823年
- 島 The Island 1823年
- 青銅の時代 The Age of Bronze 1823年
- ドイツ生まれ Werner 1823年
- 不具の変身 The Deformed Transformed 1824年

## 訳書一覧

Byron, 1830

- パリシナ 艶美の悲劇詩（木村鷹太郎 訳、松栄堂、1903年）
- 海賊（木村鷹太郎 訳、尚友館、1905年）
- 天魔の怨 宇宙人生の神秘劇（木村鷹太郎 訳、二松堂ほか、1907年）
- バイロン詩集 短編（児玉花外(伝八)訳、大学館、1907年）
- マゼッパ 汗血千里（木村鷹太郎 訳、真善美協会、1907年）
- バイロン詩集（牛山充 訳、越山堂、1922年）
- バイロン名詩選（佐藤道夫 訳、八光社 世界名詩叢書、1923年）
- チャイルド・ハロウドの巡礼（土井晩翠 訳、二松堂書店ほか、1924年）。のち『チャイルド・ハロルドの遍歴』に改題
- バイロン詩集（幡谷正雄 訳、新潮社、1924年）
- バイロン詩集（松山敏 訳、聚英閣 泰西詩人叢書、1924年）
- シヨンの囚人（幡谷正雄 訳註、健文社 英文学名著選、1925年）
- フォスカーリ父子（古川芳三 訳、日向新しき村出版部、1928年）
- ドン・フアン 第1巻（清水起正 訳註、二三子堂書店、1933年）
- 吸血鬼（佐藤春夫 訳、山本書店、1936年）
- バイロン全集 全5巻（那須書房、1936年）
  - 第1巻 叙事詩戯曲篇 マンフレッド 海賊 シヨンの因人（岡本成蹊 訳）、カイン（秦真一 訳）、パリシナ（清水潔 訳）
  - 第2巻 叙事詩世界歴程篇 チヤイルド・ハロルド世界歴程 第1章（岡本成蹊 訳）、第4章（小林史郎 訳）、ベッポー（山本成喜 訳）、アビドスの花嫁（山本政喜 訳）
  - 第3巻 叙事詩世界歴程篇 チヤイルド・ハロルド世界歴程 第2・3章（岡本成蹊 訳）、コリントの攻囲（丸川仁夫 訳）、ドン・フアン（岡本成蹊 訳）
  - 第4巻 抒情詩戯曲篇 抒情詩抄 上（熊田精華 訳）、マゼツパ（清水潔 訳）、サルダナパラス（上田昇 訳）、ナポレオン頌歌（鈴木賢治 訳）
  - 第5巻 書簡評伝抒情詩篇 書簡集（岡本隆 訳）、ダンテの予言（鈴木賢治 訳）、タッソー哀歌（丸川仁夫 訳）、ドン・ファン後篇（岡本成蹊 訳）、抒情詩抄（熊田精華 訳）
- バイロン詩集 第1卷（日夏耿之介 監修、山宮允・島田謹二・大河内孝・外山定男・太田三郎 共訳、三笠書房、1949年）
- バイロン・手紙と日記（中野好夫・小川和夫 共訳、青木書店、1938年）
  - 愛と孤独の遍歴 バイロンの手紙と日記（角川文庫、1968年）
- バイロン詩集（阿部知二 訳、新潮社、1946年、新版1968年。のち新潮文庫、1951年、改版2008年。小沢書店、1996年、ほか新版多数）
- 自我の人 マンフレッド（小川和夫 訳、日本評論社 世界古典文庫、1949年。改訳版・岩波文庫、1960年。復刊1990年）
- 愛の詩集（上野忍 訳、晃文社、1950年）
- 海賊（太田三郎 訳、岩波文庫、1952年。復刊1990年）
- 海賊・シヨンの囚人（岡本成蹊 訳、角川文庫、1952年）
- ドン・ジュアン（林房雄 訳、人文書院、1953年）
- ドン・ジュアン（小川和夫 訳、研究社選書、1955年）
  - 全訳『ドン・ジュアン』（小川和夫 訳、冨山房〈上・下巻〉、1993年）ISBN 4-5720-0850-7&ISBN 4-5720-0851-5
- カイン（島田謹二 訳、岩波文庫、1960年。復刊1993年）
- バイロン詩集（阿部瓊夫 訳、金園社 世界名詩選、1966年）
- バイロン新詩集（三浦逸雄 訳、日本文芸社、1966年）
- バイロン詩集（斎藤正二 訳、角川書店 世界の詩集、1967年） - グーテンベルク21（電子書籍）で再刊
- バイロン詩集（吉田新一 訳、三笠書房 世界の名詩集、1967年）
- バイロン詩集（小川和夫 訳、角川文庫、1969年 / 白凰社、新版1993年）
- バイロン詩集（宮崎孝一 訳、旺文社文庫、1969年）
- 古城哀詩（岡本成蹊 訳、桐原書店、1984年）
- 審判の夢 他一篇（東中稜代 訳、山口書店、1984年）
- ロード・バイロン『チャイルド・ハロルドの巡礼』 注解 全3巻（田吹長彦 編、九州大学出版会、1993年 - 1998年）
- チャイルド・ハロルドの巡礼 物語詩（東中稜代 訳、修学社、1994年）
- バイロン詩集 対訳 イギリス詩人選（笠原順路 編、岩波文庫、2009年）
- ドン・ジュアン（東中稜代 訳・解説、音羽書房鶴見書店、〈上・下巻〉、2021年）

## 伝記・研究書
- 阿部知二『バイロン』（研究社英米文学評伝叢書、1937年）
- 鶴見祐輔『バイロン』（太平洋出版社、1951年、のち潮文庫）
- アンドレ・モロア『バイロン伝』（大野俊一 訳 角川文庫、1968年）
- エンツォ・オルランディ編『バイロン』（田中栄一 訳 カラー版世界の文豪叢書 評論社、1976年）
- 『バイロン初期の諷刺詩』（山口書店、1989年）
- 楠本晢夫『永遠の巡礼詩人バイロン』（三省堂、1991年）
- 東中稜代『多彩なる詩人バイロン』（近代文藝社、2010年）
- 菊池有希『近代日本におけるバイロン熱』（勉誠出版、2015年）